# Marcel Petiot
Marcel Petiot (Auxerre, 17 gennaio 1897 – Parigi, 25 maggio 1946) è stato un criminale e serial killer francese, che agì in Francia durante l'occupazione nazista.
Fingendo di appartenere alla Resistenza, attirava Ebrei benestanti a casa propria, asserendo di poterli aiutare a fuggire dal Paese, per poi ucciderli e derubarli. Nei suoi 63 omicidi, Petiot ottenne solo qualche decina di borse, vestiti e qualche gioiello. La sproporzione fra il numero di vittime e il bottino materiale che Petiot ne ricavò fanno supporre un substrato morboso di altro genere.